# ناحیه مانسون، شهرستان هنری، ایلینوی
ناحیه مانسون (به انگلیسی: Munson Township) یک منطقهٔ مسکونی در ایالات متحده آمریکا است که در شهرستان هنری، ایلینوی واقع شده‌است. ناحیه مانسون ۲۲۶ متر بالاتر از سطح دریا واقع شده‌است.